# Observatoire Boyden
Pour les articles homonymes, voir Boyden.
L'observatoire Boyden est un observatoire astronomique situé à Maselspoort (en), 20 km au nord-est de Bloemfontein, État-Libre (Afrique du Sud). Il est géré par le département de physique de l'université de l'État-Libre (UFS).

## Histoire
En 1879, dans son testament, Uriah A. Boyden (en) lègue 238 000 dollars américains (équivalents à 6 054 550 dollars en 2015) à l'observatoire de l'université Harvard. Dix ans plus tard, la station Boyden est fondée en son honneur au mont Harvard, près de Lima, au Pérou. La station est déménagée à Arequipa en octobre 1890,. La station est reconnue pour avoir produit les observations ayant permis la découverte de Phœbé, une lune de Saturne, par William Henry Pickering,.
En 1927, l'observatoire est déménagé à son emplacement actuel. Le déplacement est justifié en raison de la croyance que Bloemfontein sera moins nuageux qu'Arequipa, ce qui a été vérifié après 2 ans d'observations. Le site près de Mazelspoort est officialisé en 1933. Le premier directeur de l'observatoire en sol africain est John S. Paraskevopoulos, qui a tenu le poste de 1927 à 1951. 
Des difficultés financières ont presque mené à la fermeture de l'observatoire en 1954, mais plusieurs pays européens sont devenus partenaires de ce dernier pour le financer et l'utiliser. 
En 1975, Harvard, qui avait déjà transféré la gestion à la Smithsonian Institution, annonce qu'elle abandonne son soutien l'année suivante. L'UFS accepte de prendre le relais et elle devient propriétaire des installations en 1976.

## Télescopes
- Le télescope Boyden-UFS, également connu sous le nom de Rockefeller Reflector, un télescope de type Cassegrain avec un miroir primaire de 60 po (152,4 cm) de diamètre.
- Le Watcher Robotic Telescope, un télescope robotisé (en) de 40 cm de diamètre avec une ouverture f/14.25, développé par l'University College Dublin et l'UFS[10]. La première tâche de l'instrument est l'observation du spectre visible des sursauts gamma[11],[12].
- Le télescope Nishimura, un réflecteur de 16 po (40,64 cm) de diamètre commandité par l'université de Nagoya et construit par Nishimura Co. Ltd. en 2000[13],[14].
- Le télescope Alvan Clark, une lunette astronomique de 13 po (33,02 cm) de diamètre nommée en l'honneur de son constructeur, Alvan Clark. Elle a d'abord été installée à l'observatoire du mont Wilson en 1889[15].
- Le Metcalf Photographic Triplet Refractor de 10 po (25,4 cm) de diamètre[16].
- Un télescope solaire de 7,9 po (20,066 cm) de diamètre[17].

### Histoire du télescope Boyden-UFS
Andrew Ainslie Common entreprend en 1985 la construction d'un télescope de Newton de 60 po (152,4 cm) d'ouverture. Il choisit d'acheter le verre brut et de faire le polissage lui-même mais l'instrument présente plusieurs défauts et un second miroir doit être poli (en 1890). Il convertit ensuite le télescope en Cassegrain puis finit par l'abandonner. À sa mort il est racheté par l'observatoire de l'université Harvard. Le miroir primaire est changé en 1933 et il est installé à Boyden,.
Vers le milieu des années 60 la société allemande Heidenreich & Harbeck (de) est mandatée pour construire un nouveau barillet et réduire les problèmes liés à la faible épaisseur du verre et au fait que son verso n'est pas plat. Peu de temps après le miroir primaire de Common est remplacé par un nouveau miroir de 60 po (152,4 cm) en verre à faible dilatation précédemment utilisé par le télescope Loomis,.
En 2001 le télescope  a été significativement amélioré par la société DFM Engineering qui l'a notamment doté d'un nouveau système de contrôle.
De 2005 à 2009 la télescope a pris part au Probing Lensing Anomalies Network.

### Anciens télescopes
- Le télescope  de 35,4 po (89,916 cm) Armagh-Dunsink-Harvard, un télescope Schmidt-Cassegrain construit en 1949 par Perkin-Elmer. Trois organismes l'exploitaient : l'observatoire d'Armagh en Irlande du Nord, l'observatoire Dunsink en Irlande et l'observatoire de l'université Harvard aux États-Unis. Il fut installé à Bloemfontein en 1950. Il n'a jamais fonctionné correctement et après plusieurs tentatives de réparations les miroirs et lentilles furent retirées en 1981 et envoyées à Dunsink[22].
- l'astrographe de 23,6 po (59,944 cm) Bruce, une lunette astronomique construite en 1893 par Alvan Clark & Sons (en)[23]. Après des années d'utilisation à Arequipa elle fut installée à Bloemfontein dans un bâtiment à toit ouvrant. Avec des plaques prises par cette lunette, Harlow Shapley a découvert les galaxies naines du Sculpteur et du Fourneau, les premières du genre[24],[25]. En 1950 il est remplacé par le télescope  Armagh-Dunsink-Harvard [26].

## Recherches et découvertes
| Astéroïdes découverts : 4 | Astéroïdes découverts : 4 |
| ------------------------- | ------------------------- |
| (4301) Boyden             | 7 août 1966               |
| (5298) Paraskevopoulos    | 7 août 1966               |
| (11781) Alexroberts       | 7 août 1966               |
| (14310) Shuttleworth      | 7 août 1966               |

L'observatoire Boyden est utilisé pour des recherches professionnelles d'astrophysique grâce à son télescope  de 1,5 mètre. En plus du programme de recherche  l'observatoire propose un programme éducatif actif pour les enfants des écoles de tous les milieux, ainsi que pour le grand public, qui attire chaque année des milliers de visiteurs. En 1966, cet observatoire a découvert quatre astéroïdes.

## Installations
Les installations  de l'observatoire sont composées de plusieurs bâtiments. Le bâtiment principal, siège historique des bureaux, est désormais occupé par une bibliothèque. Les bâtiments annexes sont la maison de l'astronome résident, un auditorium moderne (d'une capacité de cent sièges à l'intérieur et pouvant accueillir deux-cents personnes sur son toit pour des spectacles en plein air), les bâtiments du télescope principal et ceux des télescopes annexes, une salle de conférence, une boutique, le club-house de l'ASSA (en) de Bloemfontein, des plates-formes d'observations et divers points de vue.